# 得川氏
得川氏（羅馬字：Egawa-shi/Tokugawa-shi）是平安時代末期至鎌倉時代初期在上野國的豪族。清和源氏新田氏一族。祖先是新田義重的四男義季和兒子得川賴有（下野守，下野四郎太郎）。出身地是新田郡（新田莊）得川鄉（現今群馬縣太田市德川町，舊新田郡尾島町德川）（關於義季領有得川鄉的事，並沒有由父親新田義重和母親讓渡的史料存在。由父親傳領的是押切、世良田、三木、上平塚、下平塚。而且在新田莊成立時並沒有『得川鄉』的地名存在，因此由義季開發出來的可能性相當高）。有時會被記為得河、德河、德川。
「得川」本來在日語中是讀作，不過後來被讀作。同族的世良田氏是因為始祖義季的名字在系譜上的位置有諸多説法。

## 概要

### 起源
由新田義重的兒子義季成為得川鄉的領主後稱「得川四郎」開始。父親義重把新田郡世良田鄉（現今的太田市世良田町是太田市德川町北面的地名）讓給義季，於是義季亦負責治理世良田鄉。但是沒有義季稱得川四郎的系圖，在『長樂寺文書』中是「新田次郎」，而且不是稱得川，而是稱「世良田義季」，因此不知道得川的姓到底是怎樣一回事。
在義季之後，得川鄉由義季的長子賴有繼承並稱「得川四郎太郎」。另一方面，次子賴氏繼承世良田鄉並成為世良田氏的祖先。因此在得川義季表記的系譜中，世良田氏是由得川氏分裂出來的一族。而在世良田義季説中，得川賴有才是得川氏的祖先，變成得川氏是由世良田氏分立出來。
不過賴有把包含得川鄉的所領讓給外孫（女兒的兒子）‧養子岩松政經（岩松氏）（『得川賴有讓 狀』），因此得川鄉領主的得川氏消失。關於之後的得川氏並不詳細，不過在系譜之類中有賴有的兒子賴泰的人物。
而到賴泰的兒子賴尚和孫兒尚氏（賴氏）一代為止都有在系譜中記下名字（『系圖纂要』、『長樂寺系圖』、『系圖綜覧』）。但是以後的系譜則有很大的異同，因此真實性成疑。以後因為賴有是下野守的關係，所以「下野」的通稱就被岩松氏繼承。

### 常陸德川氏
在日本戰國時代仕於常陸國佐竹氏的德川氏亦自稱世良田義季（得川義季）的後裔。常陸德川氏在江戶時代跟隨主君佐竹氏移往出羽並仕於秋田藩。這支德川氏與水戶德川家是不同系統的「德川氏」（『姓氏』，樋口清之監修、丹羽基二著 ）。

### 因幡德川氏
在室町時代於因幡邑美郡（鳥取縣岩美郡的一部分）亦有一支德川氏。這支德川氏都是新田氏流，是義季的玄孫‧北朝方的世良田義政（上總國守護）的家系（『姓氏家系大辭典』的作者太田亮推斷這支得川氏不是跟隨山名氏從下野國西南部移住至因幡）。後來稱森本氏（出了家老森本將監（橋本家）等人物）。

### 三河德川氏
在三河國興起的松平氏在松平清康一代時自稱世良田氏的後裔。清康的孫兒家康向朝廷遊說，於是松平氏是世良田氏＝得川氏＝新田氏＝清和源氏末裔的說法獲得公認，但卻不是世良田氏，而是世良田義季（得川義季）的末裔，因此自稱為藤原氏支流並稱德川氏，之後受到改姓的勅許。後來更改系譜並作出整理（但是在這個系譜中並沒有得川氏的人物。德川（松平）氏所作成的系譜是與世良田義季的嫡男世良田賴氏連繋），於是德川氏就成為世良田氏直系源氏，並把得川氏復活的氏族，家康在之後就任征夷大將軍。